# Charlotte FitzGerald-de Ros (20e baronne de Ros)
Charlotte Fitzgerald-de Ros, 20e baronne de Ros de Helmsley (24 mai 1769 - 9 janvier 1831), également connue sous le nom de Lady Henry FitzGerald, est née Charlotte Boyle-Walsingham à Castlemartyr, dans le comté de Cork, en Irlande ou à Londres, où elle est décédée.

## Biographie
Elle est la fille de Robert Boyle-Walsingham (en) (1736-1780) et de son épouse (m. 1759) Charlotte Hanbury Williams (décédée en 1790), fille de Charles Hanbury Williams et Frances Coningsby. Ses grands-parents paternels sont Henry Boyle (1er comte de Shannon) et sa deuxième épouse Henrietta Boyle.
Elle passe la majeure partie de son enfance avec ses parents au manoir de Boyle Farm à Thames Ditton. (Sa mère, la deuxième fille de Frances Coningsby, a acheté ce domaine en 1784 à Lord Hertford, qui pleurait la mort de sa femme là-bas deux ans plus tôt). Charlotte fait beaucoup de décoration artistique à Boyle Farm et une grande partie a survécu jusqu'à nos jours.
À Londres le 3/4 août 1791, plus d'un an après la mort de sa mère, Charlotte épouse Henry FitzGerald, un membre de la famille du duc de Leinster. Après avoir adressé une pétition au roi George III en 1790, elle réussit finalement (en 1806) à mettre fin à la suspension de la baronnie de Ros, le titre baronnial le plus ancien d'Angleterre, en sa faveur. Aucune explication claire de la décision n'a été donnée par la Chambre des Lords, sauf une déduction que Charlotte venait (ou du moins avait épousé) une meilleure famille. Charlotte change légalement son nom le 6 octobre de la même année en Charlotte FitzGerald-de Ros. Les membres de la famille de Ros ont vécu longtemps à Thames Ditton. Le frère cadet de Henry est le célèbre Edward FitzGerald. Charlotte est décédée le 9 janvier 1831.